# Acinodendron triplinerve
Acinodendron triplinerve là một loài thực vật có hoa trong họ Mua. Loài này được (Ruiz & Pav.) Kuntze mô tả khoa học đầu tiên năm 1891.